# Gianluca Nannelli
Gianluca Nannelli (Firenze, 22 agosto 1973) è un pilota motociclistico italiano ritiratosi dall'attività agonistica, vincitore del campionato italiano Supersport nel 2003.

## Carriera
Nannelli inizia la sua carriera professionistica nel 1995 all'età di 22 anni. All'età di 18 anni inizia col motocross, e corre nel campionato nazionale 125. Ma passa alle moto velocità, che inizia a praticare nella categoria 125 sport Production in sella ad una Cagiva Mito.
Per quanto concerne le competizioni internazionali, fa il suo debutto nel campionato Europeo Velocità del 2001 nella categoria Supersport in sella alla Ducati 748 R del team Rox Racing, conquistando la quinta posizione nella classifica finale. Sempre nel 2001 chiude quarto nel campionato italiano Supersport. Nella stagione successiva debutta nel campionato mondiale Supersport, sempre alla guida di una Ducati 748 R del team Rox Racing. Va a punti in quattro occasioni, totalizzandone dodici e chiudendo al ventiduesimo posto in classifica; contestualmente al mondiale e con la stessa motocicletta, chiude nono nell'italiano Supersport conquistando un podio. Nel 2003, parallelamente all'impegno nel CIV, che lo vede diventare campione Italiano nella categoria Supersport, partecipa nuovamente come pilota titolare al mondiale Supersport, questa volta alla guida di una Yamaha YZF R6 gestita dal team Lorenzini by Leoni. Migliora le prestazioni rispetto alla stagione d'esordio, chiudendo quindicesimo in classifica con trentun punti ottenuti.
Nel 2004 si trasferisce nel Campionato mondiale Superbike alla giuda di una Ducati 998RS del Team Pedercini per poi passare, a stagione in corso, alla guida di una Ducati 999RS del team Xerox Ducati-Nortel Networks. Nonostante i ritiri, ottiene piazzamenti che gli permettono di chiudere la stagione al quattordicesimo posto in classifica piloti grazie ai settantadue punti ottenuti. In questa stagione inoltre, prende parte al Gran Premio di Imola del campionato italiano Superbike chiudendo al primo posto.
Nel 2005 torna pilota titolare nel mondiale Supersport, alla guida di una Ducati 749R del team Ducati SC Caracchi. In questa stagione ottiene tre piazzamenti a podio tra cui una vittoria sul circuito di Imola su pista bagnata. Chiude la stagione all'ottavo posto con ottantotto punti ottenuti. In questa stagione è anche chiamato a disputare il Gran Premio d'Italia a Monza nel mondiale Superbike. Ottiene punti sia in gara uno che in gara due. Sempre nel 2005 disputa il Gran Premio del Mugello nel Campionato Italiano Supersport ritirandosi in gara dopo aver fatto segnare la pole position.
Nel 2006 disputa le prime due gare del mondiale Supersport con una Yamaha YZF-R6 del team Kopron Edo Racing, prima di passare a disputare alcune gare nel campionato mondiale Superbike in sella ad una Honda CBR1000RR del team D.F.X. Treme. Torna poi a disputare le ultime cinque gare nel mondiale Supersport in sella ad una Ducati 749R del team Manila Grace SC, andando sempre a punti. Nella stessa stagione prende parte a tre gare del campionato italiano Superbike dove si classifica dodicesimo. Nel 2007 torna a essere pilota titolare per il team Caracchi SC Ducati nel mondiale Supersport. Ottiene un altro podio e chiude la stagione al tredicesimo posto con quarantanove punti. Nel 2008 passa a guidare la Honda CBR600RR del Hannspree Honda Althea, chiude la stagione al decimo posto con settanta punti ottenuti. La sua ultima stagione mondiale è il 2009 quando guida, nel mondiale Supersport, una Triumph Daytona 675 del team ParkinGO Triumph BE1. Chiude la stagione al sedicesimo posto con trentun punti ottenuti. Con lo stesso team prende parte alla prima prova di Misano del campionato italiano Supersport chiudendo al secondo posto. Sempre nel 2009 disputa l'ultima gara stagionale del CIV Superbike dove, in sella ad una KTM 1190 RC8, termina in undicesima posizione.
Nel 2010 partecipa al campionato spagnolo Moto2, portando in gara la moto artigianale Gapam del team Grillini, concludendo la classifica finale al decimo posto; disputa anche la gara finale del campionato Italiano Superbike. Nel 2011 partecipa al CIV nella categoria Superbike iniziando la stagione con il team BMW MM Racing per concludere il campionato in sella alla Ducati nel team Grandi Corse. Nel 2012 partecipa al campionato italiano velocità nella categoria Superbike in sella alla Ducati 1198 del team Grandi Corse, portando la moto italiana più volte sul podio e vincendo la gara di Imola. Conclude al quinto posto in classifica finale con ottantadue punti.
Dopo aver smesso la carriera agonistica, fonda una scuola per giovani piloti che chiama NR Academy.

## Risultati in gara

### Campionato mondiale Supersport
| 2002 | Moto   |    |    |    |     |    |    |    |     |     |    |    |     |  |  | Punti | Pos. |
| ---- | ------ | -- | -- | -- | --- | -- | -- | -- | --- | --- | -- | -- | --- |  |  | ----- | ---- |
| 2002 | Ducati | 12 | 16 | 18 | Rit | 12 | 13 | 17 | Rit | Rit | 15 | NP | Rit |  |  | 12    | 22º  |

| 2003 | Moto   |    |    |    |     |    |    |     |    |   |   |    |  |  |  | Punti | Pos. |
| ---- | ------ | -- | -- | -- | --- | -- | -- | --- | -- | - | - | -- |  |  |  | ----- | ---- |
| 2003 | Yamaha | SQ | 16 | 14 | Rit | 10 | 14 | Rit | 23 | 8 | 6 | 13 |  |  |  | 31    | 15º  |

| 2005 | Moto   |   |     |   |   |   |     |   |     |    |    |   |   |  |  | Punti | Pos. |
| ---- | ------ | - | --- | - | - | - | --- | - | --- | -- | -- | - | - |  |  | ----- | ---- |
| 2005 | Ducati | 9 | Rit | 8 | 3 | 7 | Rit | 3 | Rit | NP | NP | 1 | 9 |  |  | 88    | 8º   |

| 2006 | Moto            |    |     |  |  |  |  |  |   |    |   |   |   |  |  | Punti | Pos. |
| ---- | --------------- | -- | --- |  |  |  |  |  | - | -- | - | - | - |  |  | ----- | ---- |
| 2006 | Yamaha e Ducati | 15 | Rit |  |  |  |  |  | 8 | 15 | 5 | 7 | 4 |  |  | 43    | 12º  |

| 2007 | Moto   |   |     |    |   |     |   |    |  |    |     |    |    |  |  | Punti | Pos. |
| ---- | ------ | - | --- | -- | - | --- | - | -- |  | -- | --- | -- | -- |  |  | ----- | ---- |
| 2007 | Ducati | 8 | Rit | 10 | 3 | Rit | 4 | NP |  | 15 | Rit | 11 | NP |  |  | 49    | 13º  |

| 2008 | Moto  |     |    |   |     |    |     |    |   |   |    |   |   |   |  | Punti | Pos. |
| ---- | ----- | --- | -- | - | --- | -- | --- | -- | - | - | -- | - | - | - |  | ----- | ---- |
| 2008 | Honda | Rit | 10 | 5 | Rit | 13 | Rit | 13 | 6 | 7 | 16 | 7 | 7 | 6 |  | 70    | 10º  |

| 2009 | Moto    |    |    |     |    |    |     |    |   |   |     |     |  |  |  | Punti | Pos. |
| ---- | ------- | -- | -- | --- | -- | -- | --- | -- | - | - | --- | --- |  |  |  | ----- | ---- |
| 2009 | Triumph | 10 | 19 | Rit | 12 | 10 | Rit | 16 | 9 | 8 | Rit | Rit |  |  |  | 31    | 16º  |

| Legenda | 1º posto        | 2º posto            | 3º posto           | A punti      | Senza punti        | Grassetto – Pole position Corsivo – Giro più veloce |
| Legenda | Gara non valida | Non qual./Non part. | Ritirato/Non class | Squalificato | '-' Dato non disp. | Grassetto – Pole position Corsivo – Giro più veloce |

### Campionato mondiale Superbike
| 2004 | Moto   |   |     |    |    |   |     |     |     |    |   |     |     |     |     |    |     |    |     |   |   |     |     |  |  |  |  | Punti | Pos. |
| ---- | ------ | - | --- | -- | -- | - | --- | --- | --- | -- | - | --- | --- | --- | --- | -- | --- | -- | --- | - | - | --- | --- |  |  |  |  | ----- | ---- |
| 2004 | Ducati | 6 | Rit | 12 | 12 | 8 | Rit | Rit | Rit | 12 | 5 | Rit | Rit | Rit | Rit | 10 | Rit | 11 | Rit | 9 | 4 | Rit | Rit |  |  |  |  | 72    | 14º  |

| 2005 | Moto   |  |  |  |  |  |  |   |    |  |  |  |  |  |  |  |  |  |  |  |  |  |  |  |  |  |  | Punti | Pos. |
| ---- | ------ |  |  |  |  |  |  | - | -- |  |  |  |  |  |  |  |  |  |  |  |  |  |  |  |  |  |  | ----- | ---- |
| 2005 | Ducati |  |  |  |  |  |  | 9 | 10 |  |  |  |  |  |  |  |  |  |  |  |  |  |  |  |  |  |  | 13    | 23º  |

| 2006 | Moto  |  |  |  |  |     |    |     |    |    |    |     |     |  |  |  |  |  |  |  |  |  |  |  |  |  |  | Punti | Pos. |
| ---- | ----- |  |  |  |  | --- | -- | --- | -- | -- | -- | --- | --- |  |  |  |  |  |  |  |  |  |  |  |  |  |  | ----- | ---- |
| 2006 | Honda |  |  |  |  | Rit | 23 | Rit | 18 | 15 | 17 | Rit | Rit |  |  |  |  |  |  |  |  |  |  |  |  |  |  | 1     | 32º  |

| Legenda | 1º posto        | 2º posto            | 3º posto           | A punti      | Senza punti        | Grassetto – Pole position Corsivo – Giro più veloce |
| Legenda | Gara non valida | Non qual./Non part. | Ritirato/Non class | Squalificato | '-' Dato non disp. | Grassetto – Pole position Corsivo – Giro più veloce |